# Sing Me a Song
"Sing Me a Song" (Canta-me uma canção) foi a canção que representou os Países Baixos no Festival Eurovisão da Canção 1983. Foi interpretada em neerlandês por Bernadette. Toda a canção em interpretada naquela língua, exceto o refrão que é em inglês. O referido tema tinha letra de Martin Duiser, música e orquestração de Piet Souer.
A canção é um apelo para a unidade global. Bernadette pede aos seus ouvintes para "Cantem-me uma canção" de qualquer género - na esperança de o mundo será capaz de se lhes juntar. Ela pede aos ouvintes que cantem uma canção sobre o país deles/Como é la viver, sugerindo que a unidade se pode conseguir através da compreensão dos outros países, além de permitir uma cultura mais vasta.
A canção holandesa foi a 11.ª a ser interpretada na noite do festival, a seguir à canção grega "Mu Les" e antes da canção jugoslava "Džuli", interpretada por Danijel. Após o final da votação, a canção neerlandesa recebeu 66 pontos e classificou-se em 7.º lugar.